# Zakaria Kibona
Zakaria Kibona (Tanzânia, 14 de março de 1990) é um futebolista finlandês de origem tanzaniana.